# Organizzazione 17 novembre
L'Organizzazione Rivoluzionaria 17 novembre, a volte definita solo come 17 novembre, è stata un'organizzazione terroristica attiva in Grecia nel XX secolo.

## Storia
Nacque nel 1975 ispirandosi alla rivolta studentesca del 17 novembre 1973 contro il regime dei colonnelli e fu una forza della sinistra radicale che si oppose ai governi di Grecia, Stati Uniti, Turchia, e alla NATO.
Il gruppo 17N, che ebbe come principali obiettivi americani e capitalisti in Grecia, si rese responsabile in tutto di 25 omicidi e di decine di attentati. L'ultima vittima fu il militare britannico Stephen Saunders, colpito a morte nel giugno del 2000.
Si ritiene che l'organizzazione sia stata definitivamente sciolta nel 2002, dopo l'arresto ed il processo di un certo numero dei suoi componenti come Alexandros Giotopoulos, identificato come il leader del gruppo ed arrestato il 17 luglio 2002, o Dimitris Koufodinas, capo operativo del 17N, che si arrese alle autorità il 5 settembre di quello stesso anno.
In tutto 19 persone vennero accusate di circa 2.500 reati relativi alle attività del 17N. Il processo contro i 19 sospetti terroristi accusati d'aver compiuto 25 omicidi in 27 anni, iniziò ad Atene il 3 marzo 2003 e, l'8 dicembre successivo, quindici imputati (tra cui Giotopoulos e Koufodinas), vennero ritenuti colpevoli, mentre altri quattro vennero assolti per mancanza di prove.

## Struttura interna e ideologia
Rifacendosi alla lotta di classe teorizzata dal comunismo, e contraria al capitalismo e alla destra della Grecia, si staccò dal movimento studentesco greco, giudicato troppo moderato, e si rese responsabile di attentati dinamitardi contro le forze armate greche, considerate alleate del capitalismo mondiale, per poi passare ad aggressioni contro militari americani di stanza in Grecia, e ad azioni guerrigliere come il lancio di razzi contro le basi NATO in Grecia e Turchia, ad alcune azioni dinamitarde contro le banche presenti in Grecia, ma contestando anche la presenza turca a Cipro, reputata un presidio militare imperialista, umiliante per il popolo cipriota. Con la nascita della Comunità Europea, iniziarono azioni di guerriglia contro le strutture dell'Unione europea in Grecia, che si spinsero fino all'uso di lanciarazzi contro gli incontri dell'Unione europea svoltisi ad Atene.